# Macrotoma androyana
Macrotoma androyana là một loài bọ cánh cứng trong họ Cerambycidae.